# 1999年巴基斯坦氣旋
'1999年巴基斯坦氣旋（英語：1999 Pakistan cyclone，聯合颱風警報中心編號：02A，印度氣象局編號：ARB 01）为一場致命的熱帶氣旋，給近一年前遭受強風暴襲擊的地區帶來了進一步的破壞。

## 氣象歷史
5月初監測了一個受干擾天氣區域出现在阿拉伯海，以了解可能的發展情況。在接下來的兩週內，強對流會在日出前形成，但會在日落前消散。到5月16日，對流變得穩定，在 0100Z 發布了 TCFA。到0900Z，低氣壓變成了熱帶風暴。熱帶風暴 02A 向西北移動時增強，並於5月17日 0600Z 達到氣旋狀態。當時，一個中緯度低壓槽削弱了副熱帶高壓脊，使02A彎曲進入巴基斯坦。 02A 繼續加強，到5月19日，它達到了125英里/小時（200公里/小時）的峰值，略低於萨菲尔-辛普森飓风风力等级的四级狀態。 02A于5月20日在巴基斯坦卡拉奇附近以最高強度登陸。風暴在5月21日繼續向內陸穿越印度河流域時開始減弱，然後於第二天完全消散。

## 影響和善後

### 印度
在印度，作為預防措施，官員從沿海城鎮疏散了50,000多人。然而，強大的氣旋在其通過過程中造成的損害相對較小。古吉拉特邦錄得中等降雨，只有一人死亡。一些地區在強風之後與周邊地區隔絕，據估計已經以120至150公里/時（75至93英里/時）的速度擊落電力線。

### 巴基斯坦
襲擊巴基斯坦後，官員們擔心最壞的情況，他們對致命的1998年古吉拉特氣旋的記憶在他們腦海中記憶猶新。風暴進入內陸數小時後發布的報告稱，至少有700人被認為死亡，至少3,500人被認為失踪。沿海岸線的數百個村莊被氣旋的巨大風暴潮和洪水淹沒。強風吹倒了整個地區的電力線，切斷了與許多受影響城市的通信。在卡拉奇，時速44英里的大風傾盆大雨襲擊了這座城市。估計至少有70%的水稻作物因氣旋而損失。在風暴中心附近，陣風估計達到275公里/時（171英里/時）。
到5月23日，巴基斯坦官員找到了200具屍體；在大陸島嶼上發現了50具，在巴丁县發現150具。.在一次營救行動中，11名巴基斯坦士兵被急流沖走。據信，沒有一名士兵在事件中倖存下來。在全國範圍內，損失估計超過600萬美元。到5月24日，已經找到了400具屍體，但已知至少還有6,000具屍體失踪並被認為已經死亡。據信，這些人中的許多人已被捲入大海。
風暴破壞性登陸後，巴基斯坦軍隊的數百名士兵被部署到該地區。他們協助搜救行動以及將倖存者轉移到避難所。據美聯社報導，在氣旋登陸前，巴基斯坦政府沒有試圖疏散居民，這可能導致大量人員死亡。政府將提供至少100萬美元的救災資金。.

## 记录

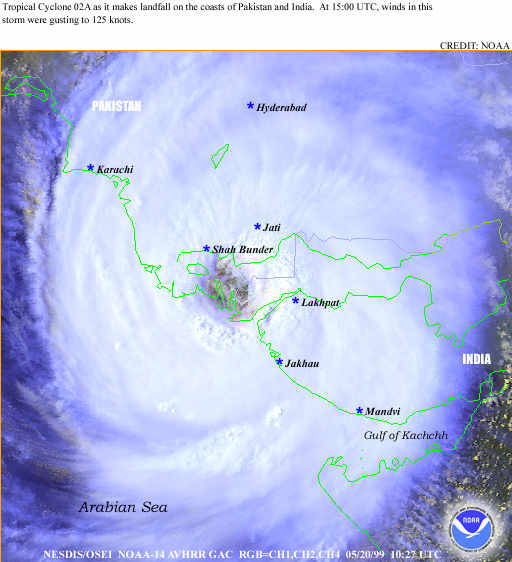
風暴的特寫視圖

風暴達到最高強度後，成為阿拉伯海有記錄以來最強烈的氣旋。它超越了一年前由極強氣旋風暴 ARB 02 創下的記錄，當時風速達到165公里/時（105英里/時，持續3分鐘），最低气壓為958毫巴（28.29英寸汞柱）。從那時起，這場風暴已被超越，成為該地區最強的風暴。 2007年6月，氣旋古努成為該地區有史以來第一個五級等效風暴。此外，聯合颱風警報中心估計另一場風暴，2010年的氣旋 Phet，其持續風速高於1999年的 ARB 01；但是，IMD不支持這一點，因為它基於一分鐘平均值。 IMD根據三分鐘平均值計算風速。該氣旋是唯一在巴基斯坦登陸的大型氣旋和極強氣旋。